# Пунцук (село)
Пунцу́к (бур. Пунсэг) — село в муниципальном районе «Агинский район» Агинского Бурятского округа в Забайкальском крае России.
Входит в состав сельского поселения «Хойто-Ага».

## География
Находится на расстоянии 16 км к востоку от центра сельского поселения — села Хойто-Ага.
Климат
Климат характеризуется как резко континентальный засушливый. Абсолютный минимум температуры воздуха самого холодного месяца (января) составляет −56 °C; абсолютный максимум самого тёплого месяца (июля) — 38 °C. Среднегодовое количество атмосферных осадков составляет 250—380 мм.

## История
Образовано в 1903 году.

## Население
| 2010 | 2021 |
| ---- | ---- |
| 19   | →19  |

В 1989 население села 74 чел., в 2002 — 29, в 2010—2018 гг — 19.
национальный состав
Согласно результатам переписи 2002 года, в национальной структуре населения буряты составляли 52 %, русские 48 % от 29 чел..

## Инфраструктура
Животноводство.

## Транспорт
Просёлочные дороги.